# 기후 변동 및 변화
기후 변화(氣候 變化, 영어: climate change) 혹은 기후 위기(氣候 危機, 영어: climate crisis)는 지구의 평균 기온이 급격하게 변화하는 현상이다. 최근 기후 변화에 관한 정부간 협의체(IPCC) 6차 보고서에서는 산업화 이후로 인류가 지구를 가열시킨 것은 명백하고(약 99%의 확률) 이것이 갈수록 심해지는 극한 날씨와 뚜렷하게 연관된다고 밝혔다. 또한 지금처럼 온실가스를 배출한다면 지구 온도는 2040년이 되기 전 증폭현상과 도미노현상이 일어날 것으로 지적되는 티핑 포인트 산업화 이전 대비 1.5도 상승에 도달할 것이라고 예상했다. 
현재 10년 간(2011년~2020년)의 평균 온도는 산업화(1850년~ 1900년) 이전 대비 1.09℃ 상승했다.

## 경향

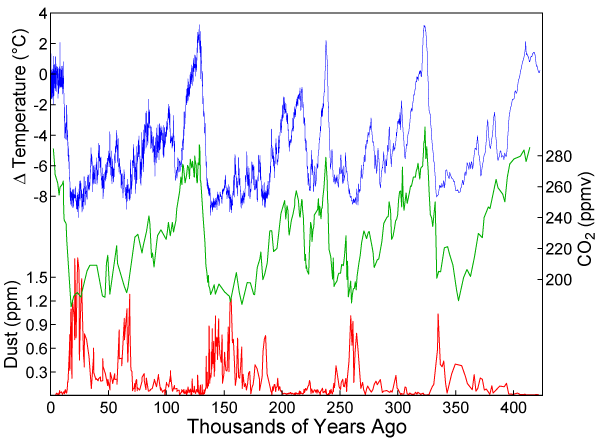
이산화탄소(CO_{2}), 온도(Temperature), 먼지(Dust)의 45만 년간의 변화 (남극대륙 보스톡의 얼음기둥에서 측정)

기후는 해마다 크게 변화하는 것은 아니지만 오랜 세월 동안 상당한 변화를 일으키고 있다. 약 2억 5000만년의 간격으로 적어도 3회의 빙하기가 있어서 아시아지역에도 그 흔적이 있으며 과거 100년간의 기온이나 강수량만을 조사하여 보아도 현재와 다른 점이 많다는 것을 알 수 있다. 에든버러(Edinburgh)나 스톡홀름(Stockholm)에서는 1850년경부터 매년 기온이 상승하고 있는 경향이 있다. 그러다가 1940년대 이후로 지구는 전반적으로 추워지고 있으나, 어떤 지역은 더 따뜻해지고 있다. 또한 더 습해지는 지역이 있는가 하면, 더 건조해지는 지역도 있다. 공기중에 증가된 이산화탄소 때문에 생긴 온도 변화가 지구의 풍계에 변화를 가져왔으며, 이러한 변화들은 차례로 여러 가지 기후 변화를 일으키고 있다. 이와 같은 기후 변화의 원인은 잘 알려지지는 않았으나 여러 가지의 학설이 있다. 그 주된 것으로는 다음과 같다.
1. 태양 활동이 변하기 때문이라는 설
2. 화산 폭발의 재가 태양 복사를 산란시키기 때문이라는 설
3. 오존이나 탄산가스의 양이 변하고 대기의 복사를 변화시키기 때문이라는 설
4. 조산운동(造山運動)에 의한 해륙 분포의 변화, 식물 분포의 변화설
5. 해양이나 지각의 변화설

이산화탄소, 일산화이질소, 메탄, 염화플루오르화탄소, 일산화탄소 등의 기체는 지구 안으로 들어오는 햇빛과 같이 짧은 파장은 통과시키지만, 지구 밖으로 나가는 긴 파장의 적외선은 흡수하거나 막는다. 따라서 이러한 기체는 지구의 기온을 올리는 온실효과를 일으킨다. 최근 들어 산업 활동이 늘어나면서 대기중으로 배출되는 이러한 기체의 양이 증가하고 있다. 특히 이산화탄소는 연료량이 증가함에 따라 배출량도 급격히 늘어나는 반면, 산림 훼손으로 이산화탄소의 고정량은 줄어들어 대기중의 농도가 급격히 높아지고 있다. 따라서 지난 100년 동안 지구의 평균기온이 0.3-0.6 °C 높아진 것으로 조사되었고, 앞으로 상승폭은 더욱 커질 것으로 예상된다. 지구의 기온이 올라감에 따라 세계 여러 곳에서 폭우·폭설·가뭄과 같은 기상이변이 자주 일어나고, 급격한 사막화와 해수면 상승 등으로 인류의 앞날이 위협받고 있다.

## 기후 변화 요인
기후 변화는 지구 기후 내부의 변화와 해양, 만년설 등의 지구의 다른 부분의 진행, 인간 활동의 효과를 반영한다. 기후를 변화시킬 수 있는 외부 요인으로는 태양 복사, 지구의 궤도, 온실 가스 등이 주로 언급된다.

### 지구 기후의 내부 변화
날씨는 대기의 매일의 상태이며, 무질서한 비선형 체계이다. 반면, 기후 - 날씨의 평균 상태 - 는 꽤 안정적이며, 예측이 가능하다. 기후는 평균 온도, 강수량, 일조시간, 그리고 일정한 위치에서 측정될 수 있는 다른 변수들을 포함한다. 어쨌거나, 지구의 환경 내에서 기후에 영향을 줄 수 있는 변화가 있다.

#### 빙하 작용

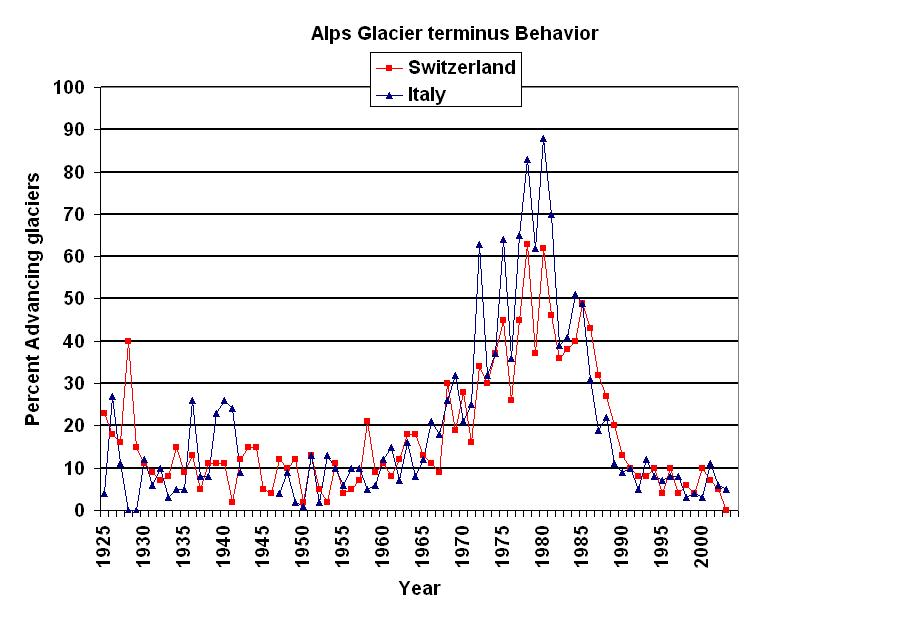
지난 80년간 알프스 빙하 전진의 백분율

빙하는 기후 변화의 가장 민감한 지표의 하나로서 인식된다. 빙하는 냉각기(예를 들면, 소빙하기)에는 대체적으로 전진하였고, 기후 온난화에는 후퇴(glacier retreat)하였다. 빙하의 성장과 붕괴는 자연의 변화에 영향을 주며, 외부 요소에 의한 변화를 증폭시킨다. 지난 100년간, 빙하에서 여름에 사라지는 얼음을 만회할 수 있는 만큼 겨울에 얼음이 재생산되지 못했다.
지난 1백만 년간의 가장 주목할 만한 기후의 변화의 과정은 빙하기와 간빙기의 순환이다. 밀루틴 밀란코비치의 순환 궤도 변동 이론에 의해 윤곽이 갖추어졌지만, 대륙의 얼음층을 포함하는 내부 반응과 130 m 의 해수면의 변화가 대부분의 지역에서 기후 변화가 관측되는 양상을 알 수 있도록 중요한 역할을 하였다. '하인리히 이벤트', '단스고르-외슈거 이벤트'(Dansgaard–Oeschger event), '영거 드라이아스'(EDryas) 등의 다른 변화들은 특별한 궤도의 변화가 없어도 빙하의 변화가 잠재적으로 기후에 영향을 줄 수 있음을 보여준다.

#### 해양의 변화, 기후의 기억
더 일반적으로, 기후 체계의 대부분의 내부적인 변화하는 성질의 형태는 ‘이력(履歷)현상’의 형태로 인식될 수 있는데, 이는 기후의 현재 상태가 입력뿐 아니라 도달한 여정도 반영하고 있다는 것이다. 예를 들면 수십 년의 건조한 상태는 호수가 줄어들게 할 수 있고 땅이 건조하게 되어 사막이 확장하게 할 수 있다. 이러한 상태는 다음 해에 강우의 감소를 초래할 수 있다. 간단히 말하자면 기후 변화는 스스로가 영속시키는 과정이라 할 수 있는데, 이는 서로 다른 환경의 양상이 불가항력적으로 발생하는 변동에 서로 다른 정도와 형태로 반응하기 때문이다.

### 기후 변화를 초래하는 외적 요인

#### 온실 가스

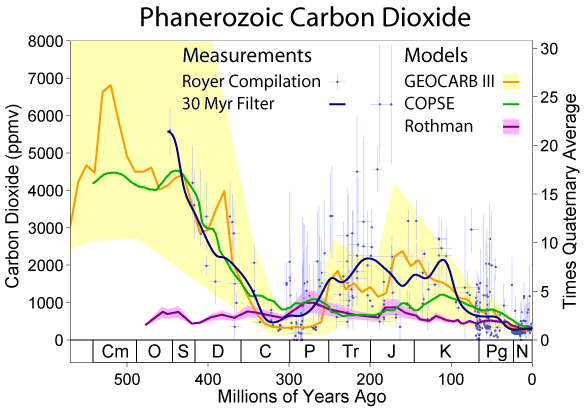
지난 5억 년간의 이산화탄소의 변화

근래의 연구에 따르면, 온실 기체로 인한 복사 강제(radiative forcing)가 기후변화의 주요 원인이 된다. 온실 기체는 지구의 기후변천의 역사를 이해하는 데 중요하다. 이들 연구에 따르면, 온실 기체가 지구에 반사되어 나가는 태양 광선을 가두어 온도가 상승하는 온실 효과는 지구의 온도를 조절하는 데에 결정적인 역할을 한다.
생물권에서 방출되는 온실가스는 종종 피드백이나 내부 기후 과정으로 간주되는 반면, 화산에서 방출되는 온실가스는 일반적으로 기후학자에 의해 외부 온실가스로 분류된다. CO2, 메탄, 아산화질소와 같은 온실 가스는 적외선을 가두어 기후 시스템을 가열한다. 화산은 또한 확장된 탄소 순환의 일부이다. 매우 긴(지질학적) 기간에 걸쳐 그들은 지각과 맨틀에서 이산화탄소를 방출하여 퇴적암과 기타 지질학적 이산화탄소 흡수원에 의한 흡수를 방해한다.
산업 혁명 이후 인류는 화석 연료 연소로 인한 CO2 배출, 삼림 벌채를 통한 토지 이용 변화, 에어로졸(대기 중 미립자 물질), 미량 가스(예: 산화질소, 일산화탄소 또는 메테인 등) 방출로 기후를 더욱 변화시켜 온실가스를 증가시켰다. 토지 이용, 오존층 파괴, 축산업(소와 같은 반추 동물은 메탄을 생성함), 삼림 벌채 등을 포함한 다른 요인들도 영향을 미친다.
미국 지질 조사국(US Geological Survey)은 화산 배출이 화산에서 배출되는 이산화탄소 양의 100~300배에 달하는 현재 인간 활동의 영향보다 훨씬 낮은 수준이라고 추정한다. 인간 활동으로 인해 발생하는 연간 양은 초분화로 인해 발생하는 양보다 클 수 있으며, 그 중 가장 최근에는 74,000년 전 인도네시아에서 발생한 토바(Toba) 화산 폭발이 있었다.

#### 궤도의 변화
지구 운동의 약간의 변화는 지구 표면에 도달하는 햇빛의 계절적 분포와 지구 전체에 분포되는 방식의 변화로 이어진다. 지역 평균 연평균 일조량에는 거의 변화가 없다. 그러나 지리적, 계절적 분포에는 큰 변화가 있을 수 있다. 세 가지 유형의 운동학적 변화는 지구 이심률의 변화, 지구 회전축의 경사각 변화, 지구 축의 세차 운동이다. 이것들이 결합되어 기후에 영향을 미치는 밀란코비치 주기를 생성하며, 빙하기와 간빙기와의 상관관계, 사하라 사막의 전진과 퇴각과의 상관관계, 층서학적 기록에서의 출현으로 주목할 만하다.

#### 태양의 변화
태양은 지구 기후 시스템에 투입되는 에너지의 주요 공급원이다. 다른 원인으로는 지구 핵의 지열 에너지, 달의 조수 에너지, 방사성 화합물의 붕괴로 인한 열이 있다. 태양 강도의 장기적인 변화는 모두 지구 기후에 영향을 미치는 것으로 알려져 있다. 태양열 출력은 11년 태양 주기와 장기 변조를 포함하여 더 짧은 시간 규모에 따라 달라진다. 흑점과 기후 사이의 상관관계는 기껏해야 미미한다.
30억~40억년 전에 태양이 방출한 전력은 오늘날의 75%에 불과했다. 만약 대기 구성이 오늘날과 같았더라면 지구 표면에 액체 상태의 물이 존재하지 않았을 것이다. 그러나 초기 지구, 하데스 시대와 시세 시대에 물이 존재했다는 증거가 있으며, 이는 희미한 젊은 태양 역설로 알려진 현상으로 이어진다. 이 역설에 대한 가설적인 해결책에는 현재 존재하는 것보다 온실가스 농도가 훨씬 더 높은 대기와 크게 다른 환경이 포함된다. 이후 약 40억년 동안 태양의 에너지 생산량은 증가했다. 다음 50억년 동안 태양이 적색거성으로 변한 후 백색왜성이 되어 궁극적으로 죽음을 맞이하게 되면 기후에 큰 영향을 미칠 것이며, 적색거성 단계는 그때까지 살아남은 지구상의 모든 생명체를 멸종시킬 가능성이 있다.

### 기후 변화에 대한 인간의 영향
인류발생적 원인(Anthropogenic factors)은 인간이 행하는, 환경을 바꾸고 기후에 영향을 주는 행위이다. 인간이 초래한 기후 변경에 대한 여러 이론이 수년간 토론되어 왔다.
지금의 관심사로 가장 큰 요인은 화석연료의 연소에 의해 발생되는 이산화탄소(CO2)의 증가이며, 냉각효과가 있는 에어로졸과 시멘트 제조가 그 뒤를 따른다. 토지 이용, 오존 소모, 동물 농장, 산림 벌채 등의 다른 요인들도 기후에 영향을 준다.

#### 판 구조
수백만 년에 걸쳐 지각판의 움직임은 전 세계 육지와 해양 지역을 재구성하고 지형을 생성한다. 이는 기후와 대기-해양 순환의 전 지구적 및 지역적 패턴 모두에 영향을 미칠 수 있다.
대륙의 위치는 해양의 기하학적 구조를 결정하므로 해양 순환 패턴에 영향을 미친다. 바다의 위치는 지구 전체에 걸쳐 열과 습기의 이동을 제어하고 따라서 지구 기후를 결정하는 데 중요하다. 해양 순환에 대한 지각 조절의 최근 사례는 약 500만 년 전 파나마 지협이 형성되어 대서양과 태평양이 직접적으로 섞이는 것을 차단한 것이다. 이는 현재 멕시코 만류(Gulf Stream)의 해양 역학에 큰 영향을 미쳤으며 북반구의 얼음 덮음으로 이어졌을 수도 있다. 약 3억~3억 6천만년 전인 석탄기 동안 판 구조론은 대규모 탄소 저장과 빙하 증가를 촉발했을 수 있다. 지질학적 증거는 초대륙 판게아 시대에 "메가몬순" 순환 패턴을 지적하며, 기후 모델링은 초대륙의 존재가 몬순의 형성에 도움이 되었음을 시사한다.
대륙의 크기도 중요하다. 바다가 온도를 안정시키는 효과 때문에 연간 온도 변화는 일반적으로 내륙보다 해안 지역에서 더 낮다. 따라서 더 큰 초대륙은 여러 개의 작은 대륙이나 섬보다 기후가 계절적으로 강하게 나타나는 지역이 더 많다.

#### 에어로졸
인간의 활동으로 인한 산업화가 대기 중 에어로졸의 양을 변화시킨다.
→ 인간의 활동에 의해 만들어진 에어로졸은 며칠 동안만 대기 중에 남아있기 때문에 산업 지역과 같은 발원지역 부근에 집중되는 경향
→ 에어로졸에 의한 복사강제력은 매우 강한 지역적 유형
→ 온실기체의 증가에 따른 지구 온난화에 짧은 기간 동안만 영향

#### 가축
가축들은 방귀나 트림 등을 해서 메테인 가스를 내뿜는다. 이 메테인 가스가 기후 변화의 원인 중 하나이다.

## 기후변화의 영향력

### 기후변화에 따라 발생한 재앙들

#### 생태계에 미친 영향
기후변화는 식생 분포에 가장 두드러지게 영향을 미쳤다. 기후변화의 영향으로 인해 한국의 마늘과 대나무의 분포지도가 바뀐 것으로 나타났다. 또 온난화에 도시화의 영향까지 더해지면서 한반도 봄꽃 개화시기가 대도시일수록 더욱 급격하게 빨라지고 있는 것으로 조사되었다.

#### 인류에게 미친 영향
기후변화로 인한 간접적인 영향으로는, 기온상승과 비례하여 대기 내 광화학적 반응을 촉진하여 오존 농도가 증가하는 등 대기오염을 심화시켜 건강에 영향을 미치는 것으로 나타났으며, 말라리아, 세균성 이질 등 매개체를 통한 질병이 증가하고 있다. 최근 10년간 국내에서 발생한 195건의 기상재해로 1,541명이 사망하였고, 연평균 154명이 사망하였다. (폭풍이 72건으로 가장 빈번히 발생하는 기상재해로 나타났으며, 발생 재해별 사망자수의 경우 태풍으로 인한 사망자수가 발생건당 21.4명으로 가장 많음)
지구의 온도 상승은 가뭄과 산림 화재 증가의 원인이 되기도 한다. 또한 산림 파괴는 수세기 동안 기온 상승을 유도하고, 지구의 생명주기, 인류 문명의 변화를 일으킬 수도 있다.

## 같이 보기
- 기상이변
  - 폭염, 열대야
- 밀란코비치 주기
- 녹색 발전